# Algete
Algete è un comune spagnolo di 15 870 abitanti situato nella comunità autonoma di Madrid, situato 30 km a nord della capitale.